# Comté de Clayton (Iowa)
Pour les articles homonymes, voir Comté de Clayton.
Le comté de Clayton est un comté de l'État de l'Iowa, aux États-Unis.

Panneau routier.